# ATP-toernooi van Sydney
Het ATP-toernooi van Sydney is was jaarlijks terugkerend tennistoernooi voor mannen dat wordt georganiseerd in de Australische plaats Sydney. De officiële naam van het toernooi is de Medibank International. Het toernooi valt in de categorie "ATP Tour 250 series".
Tegelijkertijd met dit toernooi wordt op dezelfde locatie het WTA-toernooi van Sydney voor de vrouwen gehouden. Dit toernooi valt in de categorie "Premier", een hogere status dan het mannentoernooi.
Het toernooi vond voor het eerst plaats in 1885 en de ondergrond is hardcourt. In 2020 en 2021 werd het toernooi niet georganiseerd door de invoering van de ATP Cup. In 2023 was Sydney een van de speelsteden van de United Cup.

## Finales

### Enkelspel
| Datum      | Ondergrond                 | Winnaar                    | Verliezend finalist        | Uitslag                    |                            |
| ---------- | -------------------------- | -------------------------- | -------------------------- | -------------------------- | -------------------------- |
| 2022       | Hardcourt, buiten          | Aslan Karatsev             | Andy Murray                | 6-3, 6-3                   | Details                    |
| 2021 2020  | Vervangen door de ATP Cup. | Vervangen door de ATP Cup. | Vervangen door de ATP Cup. | Vervangen door de ATP Cup. | Vervangen door de ATP Cup. |
| 2019       | Hardcourt, buiten          | Alex de Minaur             | Andreas Seppi              | 7-5, 7-6(5)                | Details                    |
| 2018       | Hardcourt, buiten          | Daniil Medvedev            | Alex de Minaur             | 1-6, 6-4, 7-5              | Details                    |
| 2017       | Hardcourt, buiten          | Gilles Müller              | Daniel Evans               | 7-6(5), 6-2                | Details                    |
| 2016       | Hardcourt, buiten          | Viktor Troicki (2)         | Grigor Dimitrov            | 2-6, 6-1, 7-6(7)           | Details                    |
| 2015       | Hardcourt, buiten          | Viktor Troicki (1)         | Michail Koekoesjkin        | 6-2, 6-3                   | Details                    |
| 2014       | Hardcourt, buiten          | Juan Martín del Potro      | Bernard Tomic              | 6-3, 6-1                   | Details                    |
| 2013       | Hardcourt, buiten          | Bernard Tomic              | Kevin Anderson             | 6-3, 62-7, 6-3             | Details                    |
| 2012       | Hardcourt, buiten          | Jarkko Nieminen            | Julien Benneteau           | 6-2, 7-5                   | Details                    |
| 2011       | Hardcourt, buiten          | Gilles Simon               | Viktor Troicki             | 7-5, 7-6                   | Details                    |
| 2010       | Hardcourt, buiten          | Marcos Baghdatis           | Richard Gasquet            | 6-4, 7-6                   | Details                    |
| 2009       | Hardcourt, buiten          | David Nalbandian           | Jarkko Nieminen            | 6-3, 6(9)-7, 6-2           | Details                    |
| 2008       | Hardcourt, buiten          | Dmitri Toersoenov          | Chris Guccione             | 7-6, 7-6                   | Details                    |
| 2007       | Hardcourt, buiten          | James Blake (2)            | Carlos Moyà                | 6-3, 5-7, 6-1              | Details                    |
| 2006       | Hardcourt, buiten          | James Blake (1)            | Igor Andrejev              | 6-3, 2-6, 7-6              | Details                    |
| 2005       | Hardcourt, buiten          | Lleyton Hewitt(4)          | Ivo Minář                  | 7-5, 6-0                   | Details                    |
| 2004       | Hardcourt, buiten          | Lleyton Hewitt (3)         | Carlos Moyà                | 4-3, opgave                | Details                    |
| 2003       | Hardcourt, buiten          | Lee Hyung-taik             | Juan Carlos Ferrero        | 4-6, 7-6, 7-6              | Details                    |
| 2002       | Hardcourt, buiten          | Roger Federer              | Juan Ignacio Chela         | 6-3, 6-3                   | Details                    |
| 2001       | Hardcourt, buiten          | Lleyton Hewitt (2)         | Magnus Norman              | 6-4, 6-1                   | Details                    |
| 2000       | Hardcourt, buiten          | Lleyton Hewitt (1)         | Jason Stoltenberg          | 6-4, 6-0                   | Details                    |
| 1999       | Hardcourt, buiten          | Todd Martin (2)            | Àlex Corretja              | 6-3, 7-6                   | Details                    |
| 1998       | Hardcourt, buiten          | Karol Kučera               | Tim Henman                 | 7-5, 6-4                   | Details                    |
| 1997       | Hardcourt, buiten          | Tim Henman                 | Carlos Moyà                | 6-3, 6-1                   | Details                    |
| 1996       | Hardcourt, buiten          | Todd Martin (1)            | Goran Ivanišević           | 5-7, 6-3, 6-4              | Details                    |
| 1995       | Hardcourt, buiten          | Patrick McEnroe            | Richard Fromberg           | 6-2, 7-6                   | Details                    |
| 1994       | Hardcourt, buiten          | Pete Sampras (2)           | Ivan Lendl                 | 7-6, 6-4                   | Details                    |
| 1993       | Hardcourt, buiten          | Pete Sampras (1)           | Thomas Muster              | 7-6, 6-1                   | Details                    |
| 1992       | Hardcourt, buiten          | Emilio Sánchez             | Guy Forget                 | 6-3, 6-4                   | Details                    |
| 1991       | Hardcourt, buiten          | Guy Forget                 | Michael Stich              | 6-3, 6-4                   | Details                    |
| 1990       | Hardcourt, buiten          | Yannick Noah               | Carl-Uwe Steeb             | 5-7, 6-3, 6-4              | Details                    |
| 1989       | Hardcourt, buiten          | Aaron Krickstein           | Andrej Tsjerkasov          | 6-4, 6-2                   |                            |
| 1988       | Gras, buiten               | John Fitzgerald (2)        | Andrej Tsjesnokov          | 6-3, 6-4                   |                            |
| 1987       | Gras, buiten               | Miloslav Mečíř             | Peter Doohan               | 6-4, 6-2                   |                            |
| 1986       | Geen toernooi              | Geen toernooi              | Geen toernooi              | Geen toernooi              | Geen toernooi              |
| 1985       | Gras, buiten               | Henri Leconte              | Kelly Evernden             | 6-7, 6-2, 6-3              |                            |
| 1984       | Gras, buiten               | John Fitzgerald (1)        | Sammy Giammalva Jr         | 6-3, 6-3                   |                            |
| 1983       | Gras, buiten               | Joakim Nyström             | Mike Bauer                 | 2-6, 6-3, 6-1              |                            |
| 1982       | Gras, buiten               | John Alexander             | John Fitzgerald            | 4-6, 7-6, 6-4              |                            |
| 1981       | Gras, buiten               | Tim Wilkison (2)           | Chris Lewis                | 6-4, 7-6, 6-3              |                            |
| 1980       | Gras, buiten               | Fritz Buehning             | Brian Teacher              | 6-3, 6-7, 7-6              |                            |
| 1979       | Gras, buiten               | Phil Dent                  | Hank Pfister               | 6-4, 6-4, 7-5              |                            |
| 1978       | Gras, buiten               | Tim Wilkison (1)           | Kim Warwick                | 6-3, 6-3, 6-7, 3-6, 6-2    |                            |
| 1977       | Gras, buiten               | Roscoe Tanner              | Brian Teacher              | 6-3, 3-6, 6-3, 6-7 6-4     |                            |
| 1976       | Gras, buiten               | Tony Roche (2)             | Dick Stockton              | 6-3, 3-6, 6-3, 6-4         |                            |
| 1975       | Gras, buiten               | Ross Case                  | John Marks                 | 6-2, 6-1                   |                            |
| 1974 - dec | Gras, buiten               | Tony Roche (1)             | Phil Dent                  | 7-6, 4-6, 3-6, 6-2, 8-6    |                            |
| 1974 - jan | Gras, buiten               | Geoff Masters              | Colin Dibley               | 6-1, 6-4, 6-2              |                            |
| 1973       | Gras, buiten               | Malcolm Anderson           | Ken Rosewall               | 6-3, 6-4, 6-4              |                            |
| 1972       | Gras, buiten               | Alex Metreveli             | Patrice Dominguez          | 6-4, 6-4, 3-6, 6-1         |                            |
| 1971       | Gras, buiten               | Phil Dent                  | John Alexander             | 6-3, 6-4, 6-4              |                            |
| 1970       |                            | Arthur Ashe                |                            |                            |                            |
| 1969       |                            | Tony Roche                 |                            |                            |                            |
| 1968       | Niet gehouden              | Niet gehouden              | Niet gehouden              | Niet gehouden              | Niet gehouden              |
| 1967       |                            | Tony Roche                 |                            |                            |                            |
| 1966       |                            | Fred Stolle                |                            |                            |                            |
| 1965       |                            | John Newcombe              |                            |                            |                            |
| 1964       |                            | Fred Stolle                |                            |                            |                            |
| 1963       |                            | Dennis Ralston             |                            |                            |                            |
| 1962       |                            | Neale Fraser               |                            |                            |                            |
| 1961       |                            | Rod Laver                  |                            |                            |                            |
| 1960       |                            | Neale Fraser               |                            |                            |                            |
| 1959       |                            | Neale Fraser               |                            |                            |                            |
| 1958       |                            | Ashley Cooper              |                            |                            |                            |
| 1957       |                            | Ashley Cooper              |                            |                            |                            |
| 1956       |                            | Ken Rosewall               |                            |                            |                            |
| 1955       |                            | Lew Hoad                   |                            |                            |                            |
| 1954       |                            | Rex Hartwig                |                            |                            |                            |
| 1953       |                            | Lew Hoad                   |                            |                            |                            |
| 1952       |                            | Frank Sedgman              |                            |                            |                            |
| 1951       |                            | Vic Seixas                 |                            |                            |                            |
| 1950       |                            | Art Larsen                 |                            |                            |                            |
| 1949       |                            | John Bromwich              |                            |                            |                            |
| 1948       |                            | John Bromwich              |                            |                            |                            |
| 1947       |                            | Adrian Quist               |                            |                            |                            |
| 1946       |                            | John Bromwich              |                            |                            |                            |
| 1945       |                            | Dinny Pails                |                            |                            |                            |
| 1944       | Niet gehouden              | Niet gehouden              | Niet gehouden              | Niet gehouden              | Niet gehouden              |
| 1943       | Niet gehouden              | Niet gehouden              | Niet gehouden              | Niet gehouden              | Niet gehouden              |
| 1942       | Niet gehouden              | Niet gehouden              | Niet gehouden              | Niet gehouden              | Niet gehouden              |
| 1941       | Niet gehouden              | Niet gehouden              | Niet gehouden              | Niet gehouden              | Niet gehouden              |
| 1940       |                            | John Bromwich              |                            |                            |                            |
| 1939       |                            | John Bromwich              |                            |                            |                            |
| 1938       |                            | John Bromwich              |                            |                            |                            |
| 1937       |                            | John Bromwich              |                            |                            |                            |
| 1936       |                            | Jack Crawford              |                            |                            |                            |
| 1935       |                            | Adrian Quist               |                            |                            |                            |

### Dubbelspel
Finales vanaf 1976
| Datum     | Ondergrond                 | Winnaars                               | Verliezend finalist                       | Uitslag                    |                            |
| --------- | -------------------------- | -------------------------------------- | ----------------------------------------- | -------------------------- | -------------------------- |
| 2022      | Hardcourt, buiten          | John Peers Filip Polášek               | Simone Bolelli Fabio Fognini              | 7-5, 7-5                   | Details                    |
| 2021 2020 | Vervangen door de ATP Cup. | Vervangen door de ATP Cup.             | Vervangen door de ATP Cup.                | Vervangen door de ATP Cup. | Vervangen door de ATP Cup. |
| 2019      | Hardcourt, buiten          | Jamie Murray (2) Bruno Soares (2)      | Juan Sebastián Cabal Robert Farah Maksoud | 6-4, 6-3                   | Details                    |
| 2018      | Hardcourt, buiten          | Łukasz Kubot Marcelo Melo              | Jan-Lennard Struff Viktor Troicki         | 6-3, 6-4                   | Details                    |
| 2017      | Hardcourt, buiten          | Wesley Koolhof Matwé Middelkoop        | Jamie Murray Bruno Soares                 | 6-3, 7-5                   | Details                    |
| 2016      | Hardcourt, buiten          | Jamie Murray (1) Bruno Soares (1)      | Rohan Bopanna Florin Mergea               | 6-3, 7-6(6)                | Details                    |
| 2015      | Hardcourt, buiten          | Rohan Bopanna Daniel Nestor (5)        | Jean-Julien Rojer Horia Tecău             | 6-4, 7-6(5)                | Details                    |
| 2014      | Hardcourt, buiten          | Daniel Nestor (4) Nenad Zimonjić (3)   | Rohan Bopanna Aisam-ul-Haq Qureshi        | 7-6(3), 7-6(3)             | Details                    |
| 2013      | Hardcourt, buiten          | Bob Bryan (3) Mike Bryan (3)           | Maks Mirni Horia Tecău                    | 6-4, 6-4                   | Details                    |
| 2012      | Hardcourt, buiten          | Bob Bryan (2) Mike Bryan (2)           | Matthew Ebden Jarkko Nieminen             | 6-1, 6-4                   | Details                    |
| 2011      | Hardcourt, buiten          | Lukáš Dlouhý Paul Hanley (3)           | Bob Bryan Mike Bryan                      | 6-7(6), 6-3, [10-5]        | Details                    |
| 2010      | Hardcourt, buiten          | Daniel Nestor (3) Nenad Zimonjić (2)   | Ross Hutchins Jordan Kerr                 | 6-3, 7-6(5)                | Details                    |
| 2009      | Hardcourt, buiten          | Bob Bryan (1) Mike Bryan (1)           | Daniel Nestor Nenad Zimonjić              | 6-1, 7-6(3)                | Details                    |
| 2008      | Hardcourt, buiten          | Richard Gasquet Jo-Wilfried Tsonga     | Bob Bryan Mike Bryan                      | 4-6, 6-4, 11-9             | Details                    |
| 2007      | Hardcourt, buiten          | Paul Hanley (2) Kevin Ullyett          | Mark Knowles Daniel Nestor                | 6-2, 6-3                   | Details                    |
| 2006      | Hardcourt, buiten          | Fabrice Santoro Nenad Zimonjić (1)     | František Čermák Leoš Friedl              | 6-1, 6-4                   | Details                    |
| 2005      | Hardcourt, buiten          | Mahesh Bhupathi Todd Woodbridge (5)    | Arnaud Clément Michaël Llodra             | 6-3, 6-3                   | Details                    |
| 2004      | Hardcourt, buiten          | Jonas Björkman Todd Woodbridge (4)     | Bob Bryan Mike Bryan                      | 7-6, 7-5                   | Details                    |
| 2003      | Hardcourt, buiten          | Paul Hanley (1) Nathan Healey          | Mahesh Bhupathi Joshua Eagle              | 7-6(3), 6-4                | Details                    |
| 2002      | Hardcourt, buiten          | Donald Johnson Martin Damm             | Joshua Eagle Sandon Stolle                | 6-4 6-4                    | Details                    |
| 2001      | Hardcourt, buiten          | Daniel Nestor (2) Sandon Stolle (3)    | Jonas Björkman Todd Woodbridge            | 2–6, 7–6(4), 7–6(5)        | Details                    |
| 2000      | Hardcourt, buiten          | Todd Woodbridge (3) Mark Woodforde (3) | Lleyton Hewitt Sandon Stolle              | 6-4, 6-2                   | Details                    |
| 1999      | Hardcourt, buiten          | Sébastien Lareau Daniel Nestor (1)     | Patrick Galbraith Paul Haarhuis           | 6–3, 6–4                   | Details                    |
| 1998      | Hardcourt, buiten          | Todd Woodbridge (2) Mark Woodforde (2) | Jacco Eltingh Daniel Nestor               | 6-3, 7-5                   | Details                    |
| 1997      | Hardcourt, buiten          | Luis Lobo Javier Sánchez               | Paul Haarhuis Jan Siemerink               | 6-4, 6-7, 6-3              | Details                    |
| 1996      | Hardcourt, buiten          | Ellis Ferreira Jan Siemerink           | Patrick McEnroe Sandon Stolle             | 5-7, 6-4, 6-1              | Details                    |
| 1995      | Hardcourt, buiten          | Todd Woodbridge (1) Mark Woodforde (1) | Trevor Kronemann Sandon Stolle            | 7-6, 6-4                   | Details                    |
| 1994      | Hardcourt, buiten          | Darren Cahill (3) Sandon Stolle (2)    | Mark Kratzmann Laurie Warder              | 6-1, 7-6                   | Details                    |
| 1993      | Hardcourt, buiten          | Jason Stoltenberg Sandon Stolle (1)    | Luke Jensen Murphy Jensen                 | 6-3, 6-4                   | Details                    |
| 1992      | Hardcourt, buiten          | Sergio Casal Emilio Sánchez            | Scott Davis Kelly Jones                   | 3-6, 6-1, 6-4              | Details                    |
| 1991      | Hardcourt, buiten          | Scott Davis David Pate                 | Darren Cahill Mark Kratzmann              | 3-6, 6-3, 6-2              | Details                    |
| 1990      | Hardcourt, buiten          | Pat Cash (2) Mark Kratzmann            | Pieter Aldrich Danie Visser               | 6-4, 7-5                   | Details                    |
| 1989      | Hardcourt, buiten          | Darren Cahill (2) Wally Masur          | Pieter Aldrich Danie Visser               | 6-3, 6-4                   | Details                    |
| 1988      | Grass, buiten              | Darren Cahill (1) Mark Kratzmann       | Joey Rive Bud Schultz                     | 7-6, 6-4                   | Details                    |
| 1987      | Grass, buiten              | Brad Drewett Mark Edmondson            | Peter Doohan Laurie Warder                | 6-4, 4-6, 6-2              | Details                    |
| 1986      | Geen toernooi              | Geen toernooi                          | Geen toernooi                             | Geen toernooi              | Geen toernooi              |
| 1985      | Grass, buiten              | David Dowlen Nduka Odizor              | Broderick Dyke Wally Masur                | 6-4, 7-6                   | Details                    |
| 1984      | Grass, buiten              | Paul Annacone Christo van Rensburg     | Tom Gullikson Scott McCain                | 7-6, 7-5                   | Details                    |
| 1983      | Grass, buiten              | Mike Bauer Pat Cash (1)                | Broderick Dyke Rod Frawley                | 7-6, 6-4                   | Details                    |
| 1982      | Grass, buiten              | John Alexander John Fitzgerald         | Cliff Letcher Craig Miller                | 6-4, 7-6                   | Details                    |
| 1981      | Grass, buiten              | Paul McNamee (3) Peter McNamara (3)    | Hank Pfister John Sadri                   | 6-7, 7-6, 7-6              | Details                    |
| 1980      | Grass, buiten              | Paul McNamee (2) Peter McNamara (2)    | Vitas Gerulaitis Brian Gottfried          | 6-2, 6-4                   | Details                    |
| 1979      | Grass, buiten              | Paul McNamee (1) Peter McNamara (1)    | Steve Docherty John Chris Lewis           | 7-6, 6-3                   | Details                    |
| 1978      | Grass, buiten              | Hank Pfister Stewart Sherwood          | Syd Ball Bob Carmichael                   | 6-4, 6-4                   | Details                    |
| 1977      | Grass, buiten              | John Alexander Phil Dent               | Ray Ruffels Allan Stone                   | 7-6, 2-6, 6-3              | Details                    |
| 1976      | Grass, buiten              | Syd Ball Kim Warwick                   | Mark Edmondson John Marks                 | 6-3, 6-4                   | Details                    |

## Officiële toernooinamen
Het toernooi heeft meerdere namen gekend, afhankelijk van de hoofdsponsor:
| Edities                     | Naam                                         |
| --------------------------- | -------------------------------------------- |
| 2022                        | Sydney Tennis Classic                        |
| 2012-2019                   | Apia International                           |
| 2005-2011                   | Medibank International                       |
| 2000-2004                   | Adidas International                         |
| 1997-2000                   | Sydney International                         |
| 1995-1996                   | Peters International                         |
| 1993-1994                   | Peters New South Wales Open                  |
| 1992                        | New South Wales Open Tournament of Champions |
| 1990-1991                   | Holden New South Wales Open                  |
| 1987                        | Family Circle Open                           |
| 1986                        | Family Circle New South Wales                |
| 1984-1985                   | New South Wales Building Society             |
| 1980-1983                   | Building Society New South Wales Open        |
| 1977-1978                   | Colgate New South Wales Tournament           |
| 1972-1976 & 1979, 1988-1989 | New South Wales Open                         |

## Uitzendrechten
Het ATP-toernooi van Sydney was in Nederland en België van 2017 tot en met 2019 exclusief te zien op Eurosport. Eurosport zond het ATP-toernooi van Sydney uit via de lineaire sportkanalen Eurosport 1 en Eurosport 2 en via de online streamingdienst, de Eurosport Player.
Toernooien vanaf 1969:
1969 · 1970 · 1971 · 1972 · 1973 · 1974 · 1975 · 1976 · 1977 · 1978 · 1979 · 1980 · 1981 · 1982 · 1983 · 1984 · 1985 · 1986 · 1987 · 1988 · 1989 · 1990 · 1991 · 1992 · 1993 · 1994 · 1995 · 1996 · 1997 · 1998 · 1999 · 2000 · 2001 · 2002 · 2003 · 2004 · 2005 · 2006 · 2007 · 2008 · 2009 · 2010 · 2011 · 2012 · 2013 · 2014 · 2015 · 2016 · 2017 · 2018 · 2019 · 2020–2021 · 2022
ITF-toernooien (mannen en vrouwen)

ATP-toernooien (mannen) – ATP-seizoen 2025

WTA-toernooien (vrouwen) – WTA-seizoen 2025

Voormalige toernooien mannen
Voormalige toernooien vrouwen
Voormalige amateurtoernooien